# Mark Stent
Mark Stent, detto Spike (Alton, 3 agosto 1965), è un produttore discografico britannico.
Ha lavorato come produttore discografico e ingegnere del suono per numerosi artisti di fama internazionale quali Madonna, Marshmello, U2, Beyoncé, Björk, Depeche Mode, Grimes, Ed Sheeran, Beth Orton, Harry Styles, Frank Ocean, Selena Gomez, All Saints, Spice Girls, Lady Gaga, Coldplay, Mansun, Maroon 5, Muse, Lily Allen, Gwen Stefani, Moby, No Doubt, Lenka, Usher, Kaiser Chiefs, Linkin Park, Yeah Yeah Yeahs, Oasis, Keane, Massive Attack, Bastille, Diana Vickers e Take That.
Il soprannome Spike ("punta") gli fu attribuito nel 1987, quando lavorava come ingegnere del suono per il produttore John Paul Jones, per realizzare un album dei The Mission. I membri di questo gruppo musicale, non ricordando il suo nome, gli diedero il nomignolo di Spike in riferimento ai suoi capelli a spina.

## Biografia
Nativo di Alton, nell'Hampshire, guadagnò esperienza lavorando agli Jacob Studios da adolescente, prima di trascorrere due anni ai Trident Studios. In seguitò lavorò agli Olympic Studios di Barnes, a South London, studi costruiti dopo la stipula di una joint venture tra Stent e la EMI. Qui ebbe modo di collaborare con artisti come Massive Attack, Björk, Madonna, U2, Keane, and Oasis.

## Premi e riconoscimenti
Ha vinto tre Grammy Awards: per il migliore album rock nel 2011 (The Resistance dei Muse), per il migliore miglior album elettro-dance (Confessions on a Dance Floor di Madonna), per il migliore album R&B contemporaneo (Above and Beyoncé - Video Collection & Dance Mixes di Beyoncé).